# Barton Zwiebach

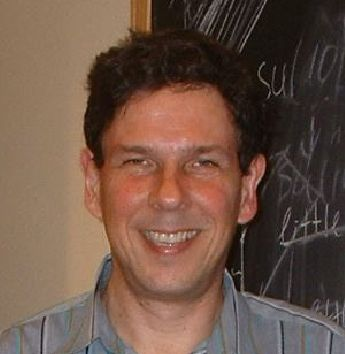
Barton Zwiebach

Barton Zwiebach (ur. 4 października 1954 roku w Limie w Peru) – peruwiański i amerykański fizyk, pracujący w teorii strun. Profesor na uczelni Massachusetts Institute of Technology.